# Pela Mampang
Pela Mampang is een plaats (wijk) - (kelurahan) in het bestuurlijke gebied Mampang Prapatan, Jakarta Selatan (Zuid-Jakarta) in de provincie Jakarta, Indonesië. De plaats telt 48.316 inwoners (volkstelling 2010).